# Timmerbedrijf Roozemond

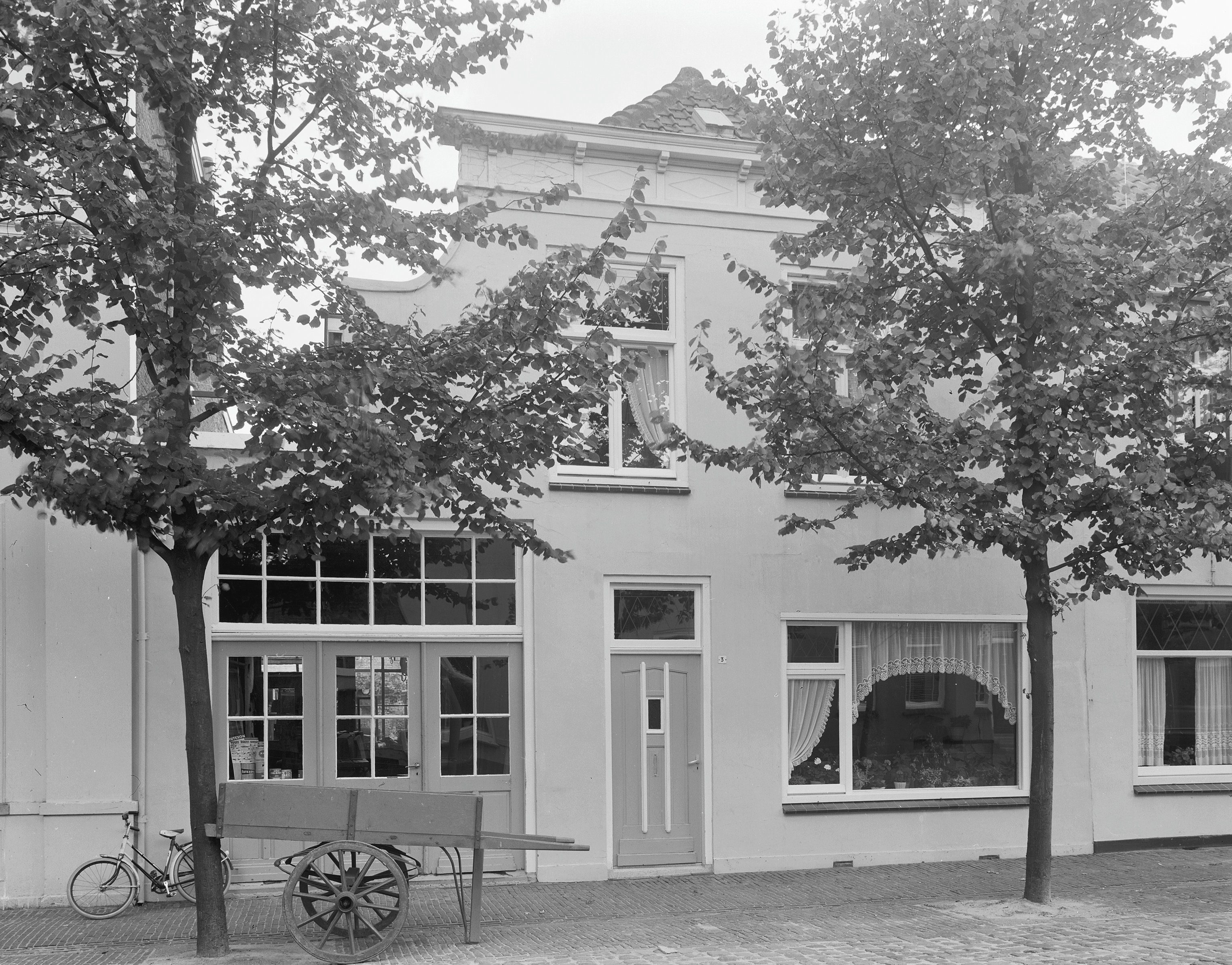
Voorstraat 3, vestigingsadres van het bedrijf in 1966

Timmerbedrijf Roozemond uit Stavenisse is voor zover bekend een van de oudste familiebedrijven van Nederland. Het bedrijf is opgericht rond 1650 als dorpstimmerbedrijf. Momenteel is het bedrijf in handen van de elfde generatie.